# Château de Boulbon
Le château de Boulbon est un ancien château fort, construit à partir du XIe siècle, et de nos jours ruiné, dont les vestiges se dressent à Boulbon, en France.

## Localisation
Les ruines du château sont situées sur un roc, au 1-5 rue du Fort, dominant la commune de Boulbon, dans le département des Bouches-du-Rhône, en région Provence-Alpes-Côte d'Azur.

## Historique
Situé sur un axe marchand et politique stratégique, surplombant la vallée du Rhône, à la limite du comté de Provence et du royaume de France et croisant des axes routiers importants à l'époque, le château de Boulbon a été considéré, dès sa construction, comme une sentinelle de la Provence.
Un château est cité dès 1003, mais les architectures visibles s'échelonnent du XIIIe au XVe siècle.

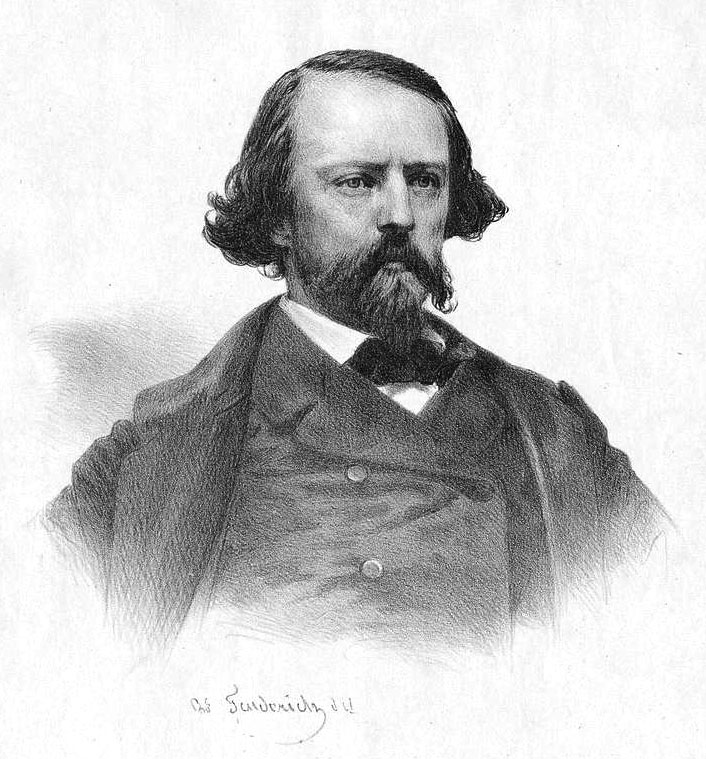
Gaston de Raousset-Boulbon, propriétaire du château au XIXe siècle

Le château de Boulbon a appartenu à de nombreux propriétaires différents depuis sa construction. Raymond de Turenne et le Roi René en sont des exemples aux XVe siècle. En 1608, la seigneurie de Boulbon est érigée en comté. Puis, en 1784, elle passe à la famille de Raousset-Boulbon qui la conservera jusqu'au XIXe siècle. À partir du début du XIXe siècle, le château lui-même n’est plus habitable. Gaston de Raousset-Boulbon, après avoir dilapidé la fortune familiale, tente alors de s'installer en Algérie française, alors en cours de colonisation, puis est un protagoniste clé de la fondation de la République de Sonora au Mexique dans les années 1850, avant d'y mourir fusillé. Le dernier comte de Boulbon, Gaston de Raousset, meurt à Boulbon sans descendance directe en 1956. Le château appartient à l'heure actuelle à la famille de La Vaissière de Lavergne.
Les ruines du château font l'objet d'un classement au titre des monuments historiques par arrêté du 2 janvier 1976.

## Description
L'enceinte épouse le contour du rocher enserrant une longue et étroite cour de 45 m sur 9 à 15 m de large. Au sud se dresse une petite tour donjon ayant plus la fonction de vigie que d'habitat. La courtine ne mesure que 1,60 m d'épaisseur ; les sapeurs n'auraient pu trouver d'assise à ses pieds.
La partie la plus ancienne du château est sans doute le donjon, la tour rectangulaire centrale qui remonte au XIe siècle[réf. nécessaire]. La courtine, entourant le donjon et épousant parfaitement le rocher, date du XIIIe siècle alors que les mâchicoulis semblent plus tardifs (XIVe siècle). Ces derniers, décorés de motifs trilobés, sont similaires à ceux qui couronnent le Château de Tarascon. Ce n'est qu'à la fin du XIVe siècle que fut construit le logis des seigneurs ainsi que la grande terrasse du côté ouest.
C'est au XVIIe siècle que le château voit se développer ses jardins en terrasse ainsi que la voie carrossable qui mène au portail nord.
L’ensemble du site classé est à présent en ruines, essentiellement à cause des pillages dont il a été victime à partir du moment où il cessa d’être occupé.
Le donjon était originellement formé de quatre niveaux dont un est encastré, bâti directement dans le rocher.
Dans le corps principal du château, le logis seigneurial, édifié au XIVe siècle, se compose d’un vaste bâtiment de deux étages sous grenier, abritant pas moins de trente pièces.
Les vestiges d'un escalier à double révolution sont encore visibles dans la partie centrale, depuis l'un des jardins sud. Un buffet d'eau et des restes de décors de rocaille sculptée y sont également visibles.
Les traces d’un système d'adduction d'eau assez élaboré sont encore visibles tout le long du site. Depuis une source, captée au XVe siècle, un réseau de tuyaux de terre cuite vernissés (quelques pièces se trouvent à gauche de l’entrée du domaine) amenait l’eau aux bâtiments d’habitation, où elle se déversait dans de petits bassins de décantation. On distingue sur les restes de murs du logis seigneurial la goulotte qui abritait les canalisations. Le trop plein d’eau se déversait au-dessous des terrasses dans des lavoirs.
Des travaux d'entretien sont toujours en cours, notamment pour la consolidation des murailles, la consolidation des arches du XVIIe siècle et l'exploration du fortin.

## Informations complémentaires
Le site est privé et les ruines du château fort sont déconseillées à la visite pour des raisons de sécurité.
Le site fait parfois l'objet d'événements festifs, tels des soirées d'illumination des murailles par l'association locale Château-Boulbon-Passion.